# Hermann I. von Lobdeburg
Hermann I. von Lobdeburg († 2. März 1254 in Würzburg) war von 1225 bis zu seinem Tode Bischof von Würzburg.

## Hermann I. im Familienkontext
Hermann I. stammte aus dem Adelsgeschlecht der Lobdeburger mit Sitz auf der namensgebenden Lobdeburg in Jena-Lobeda im Bereich des Limes Sorabicus, einer der zahlreichen Nachkommensfamilien der Edelfreien von Auhausen im Nördlinger Ries. Mit seinem Onkel Otto I. von Lobdeburg, Würzburger Bischof von 1207 bis 1223, und dem mit ihnen verwandten Konrad I. von Querfurt, Bischof von 1198 bis 1202, gestalteten die Lobdeburger maßgeblich die Entwicklung des Bistums Würzburg in der ersten Hälfte des 13. Jahrhunderts.
Sein Wappen zeigt einen Schrägrechtsbalken, das Stammwappen der Edelfreien von Auhausen im Nördlinger Ries, und als Helmzier einen Pfau. Später führten die zahlreichen Nachkommenszweige im Wappen mehrere dieser Balken in unterschiedlicher Anordnung, sonstige Erweiterungen und Ausgestaltungen der Helmzier.

## Hermann I. als Bischof

### Gebietserweiterungen
Hermann von Lobdeburg hat es verstanden, das Bistum Würzburg in seiner territorialen Entwicklung zu stärken, indem er Rechte, wie die oberlehnsherrliche Gerichtsbarkeit der Grundherrschaften durchsetzte und ihm dadurch erhebliche Gebietserweiterungen des Hochstifts Würzburg gelangen. Er bediente sich dabei verschiedener Taktiken, die ihn als umsichtigen, aber auch streitbaren, bischöflichen Landesherrn erscheinen lassen.
Er führte erfolgreiche Fehden mit den Grafen von Henneberg, von Rieneck, von Castell und dem letzten Grafen des Herzogtums Meranien.
Auch auf dem Weg der Verbreitung des römisch-katholischen Glaubens gelang es ihm, Lehen zu gewinnen. Als ursprünglich freies Eigentum gelangten die würzburgischen Lehen der Grafen von Botenlauben, der Hildenburg, der Besitz derer von Trimberg auf Trimburg und derer von Rauheneck in den Besitz des Hochstiftes Würzburg.
Bischof Hermann I. von Lobdeburg dämmte den Einfluss der Burggrafschaft Würzburg ein und verhinderte dessen weitere Ausbreitung im Norden des Hochstifts Würzburg. In kriegerische Auseinandersetzung ging er mit der Fürstabtei Fulda und zog gegen den Bamberger Bischof Eckbert von Andechs-Meranien in den Krieg.
Er förderte die Ansiedlung der Ritterorden im Hochstift, ebenso die Niederlassung der geistlichen Orden der Franziskaner und Dominikaner und verhinderte damit die Ausbreitung des Predigerordens und der Weltpriester, die mit seinen Zielen der Repräsentation weniger konform waren. Es kam auch zur Gründung neuer Frauenklöster, u. a. Kloster Himmelspforten und Kloster Maidbronn mit Zisterzienserinnen und des Klosters Unterzell mit Prämonstratenserinnen, die seine Position als Fürstbischof eher festigten als die Orden der Bettelmönche.

### Reichspolitik

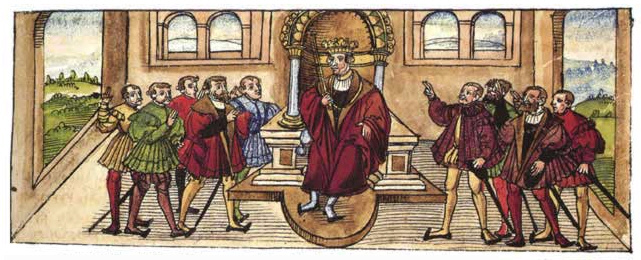
Heinrich VII. lässt sich in Würzburg als König huldigen. Illustration in der Bischofschronik des Lorenz Fries, Mitte des 16. Jahrhunderts

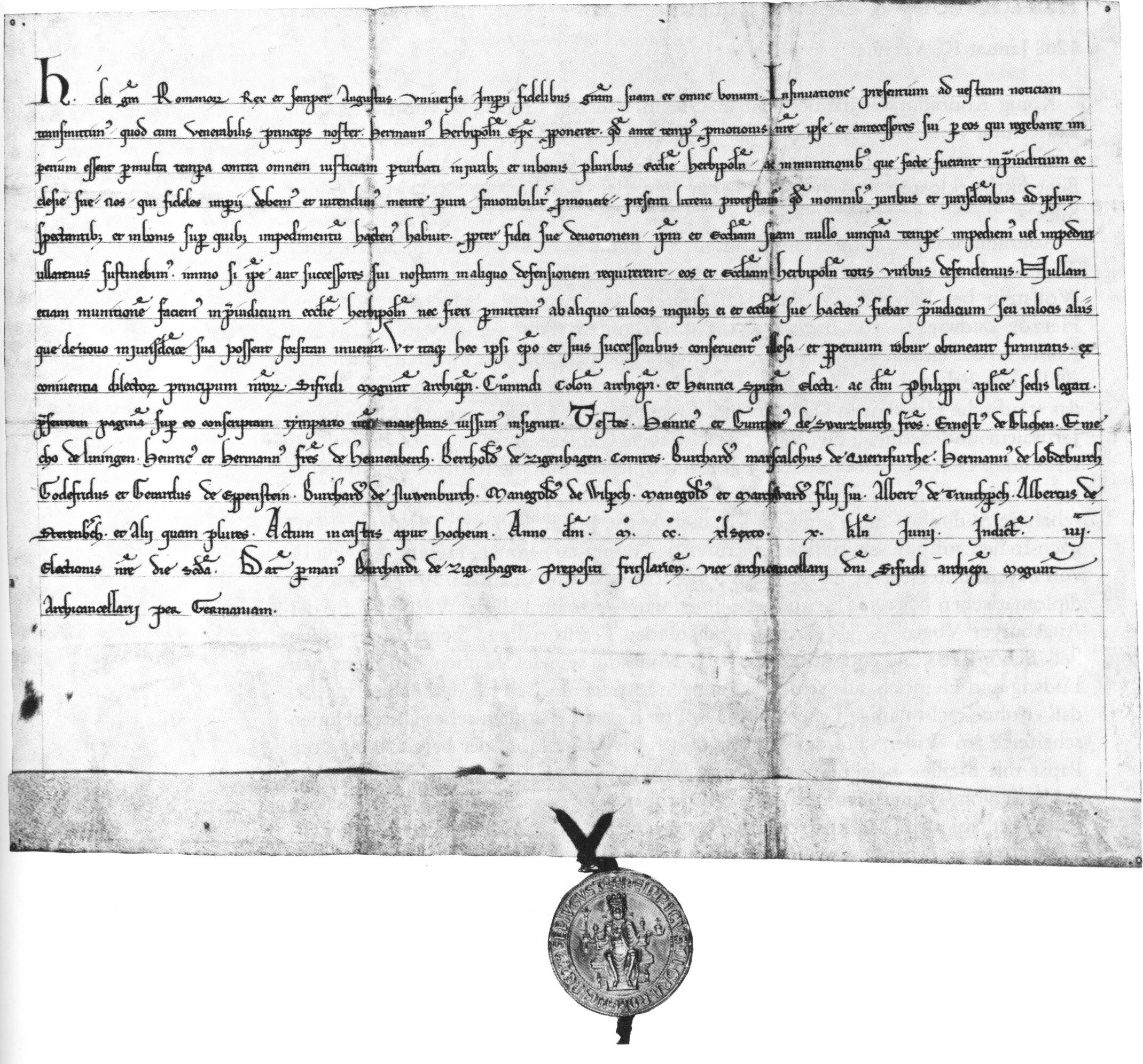
Urkunde Heinrich Raspes für Hermann I. von Lobdeburg und die Würzburger Kirche, ausgestellt am 23. Mai 1246. München, Bayerisches Hauptstaatsarchiv, Kaiserselekt 777

Bischof Hermann I. von Lobdeburg bezog auch in der Reichspolitik der Dynastie der Staufer deutlich Position. Ebenso wie sein Amtsvorgänger und Onkel  Otto I. von Lobdeburg zählte er zu den Vertrauenspersonen des jungen Königs Heinrich VII. Er begleitete ihn bei dessen Reisen, u. a. 1226 nach Italien und auch zu Reichsversammlungen, etwa der Reichsversammlung in Worms im Januar 1231 und der Reichsversammlung in Worms im Frühjahr 1231. Auf letzterer wurde unter anderem das sogenannte Statutum in favorem principum erlassen.
Als sich Heinrich (VII.) gegen seinen Vater Kaiser Friedrich II. aus dem Hause der Staufer auflehnte, wurde Hermann I. von Lobdeburg als einer der Drahtzieher nach dem Scheitern der Pläne des Kaisersohnes, zusammen mit dem Wormser Bischof Landolf von Hoheneck durch Papst Gregor IX. zur Verantwortung gezogen. Entlastend setzte sich der Hochmeister des Deutschen Ordens Hermann von Salza für ihn ein.
In dem sich nun entwickelnden Konflikt zwischen Kaiser Friedrich II., dem Papst und den Lombarden hielt sich Bischof Hermann I. von Lobdeburg an die Seite des Kaisers. Er kam ihm 1238 im Gefolge eines Heeres über die Alpen zu Hilfe. In der Folgezeit erlangten er und der Landgraf Heinrich Raspe von Thüringen beratende Positionen. Im eskalierenden Streit König Konrads IV. mit Papst Innozenz IV. unterstützte Bischof Hermann I. den Landgrafen bei der Kandidatur zum Gegenkönig. Später war er auch bei der Wahl  Wilhelms von Holland beteiligt. Den weiteren Fortgang erlebte Hermann I. nicht mehr: Er starb am 2. März 1254. Im Streit um die Nachfolge als Würzburger Bischof trat 1255/1256 der Kanzler und Bischof von Speyer Heinrich von Leiningen in Erscheinung.